# めぐり逢い (高橋洋子の曲)
「めぐり逢い」（仏: Comme au premier jour）は、高橋洋子の12枚目のシングル。1996年5月25日にキティエンタープライズから発売された。

## 概要
- トラック1は、1996年に放送されたドラマ『Age,35 恋しくて』のメインテーマ曲で、ドラマ内で挿入歌として使用された[1]。
- トラック2は、JFN系列で放送されているラジオ番組『Sound Library〜世界にひとつだけの本〜』のオープニングテーマとして使用されている[2]。
- アンドレ・ギャニオンが作曲したピアノ曲「めぐり逢い」に日本語歌詞をつけた楽曲である。高橋の他にも日本語歌詞をつけてカバーしたアーティストは複数いるが、彼女がこの曲に日本語歌詞をつけてカバーした初のアーティストである。なお、アーティストによって歌詞が異なる。
- ドラマのサウンドトラックと原曲のシングル（KTDM-1001）と同時発売された。

## 収録曲
（全作曲：アンドレ・ギャニオン）
1. めぐり逢い [4:17]
作詞：並河祥太、編曲：大森俊之
  - フジテレビ系テレビドラマ『Age,35恋しくて』メインテーマ曲
2. めぐり逢い ANGELIC VOICE VERSION [4:17]
編曲：アンドレ・ギャニオン、コーラスアレンジ：大森俊之
  - JFN系ラジオ『Sound Library〜世界にひとつだけの本〜』オープニングテーマ
3. めぐり逢い OFF VOCAL VERSION [4:12]

## 参加ミュージシャン
- キーボード：倉田信雄
- プログラミング：大森俊之
- ストリングス：篠崎正嗣グループ

## 収録アルバム
| バージョン                     | 収録シングル・アルバム                               | 発売日         | 規格品番  | トラック番号 |
| ------------------------------ | ---------------------------------------------------- | -------------- | --------- | ------------ |
| （Vocal Version）              | 『Living with joy』                                  | 1996年10月25日 | KTCR-1401 | #7           |
| （Vocal Version）              | 『BEST PIECES II』                                   | 1999年2月24日  | KTCR-1626 | #6           |
| （Vocal Version）              | 『スーパー・バリュー 高橋洋子』                      | 2001年12月19日 | UMCK-8005 | #2           |
| （Vocal Version）              | 『エッセンシャル・ベスト 高橋洋子』                  | 2007年12月19日 | UPCY-9143 | #12          |
| （Vocal Version）              | 『YOKO SINGS FOREVER』                               | 2017年3月22日  | UPCY-7259 | #4           |
| ANGELIC VOICE VERSION          | 「めぐり逢い」                                       | 1996年5月25日  | KTDM-1001 | #2           |
| ANGELIC VOICE VERSION          | 『Age,35 恋しくて 〜オリジナル・サウンドトラック〜』 | 1996年5月25日  | KTCM-1027 | #12          |
| Comme au premier jour (Chanté) | 『Un souvenir du Japon』                             | 2014年11月24日 | TACD-4580 | #12          |

## 並河祥太が作詞したバージョンをカバーしたアーティスト
| 歌手     | 収録アルバム        | 発売日        | 規格品番   | トラック番号 |
| -------- | ------------------- | ------------- | ---------- | ------------ |
| 岡幸二郎 | 『LOVE COLLECTION』 | 2005年6月22日 | COCQ-83936 | #3           |